# Gemeinsame Deutsche Arbeitsschutzstrategie
Die Gemeinsame Deutsche Arbeitsschutzstrategie (GDA) wurde vom Bund, den Bundesländern und den Trägern der gesetzlichen Unfallversicherung auf der Grundlage internationaler und europäischer Vorgaben vereinbart und im November 2007 von der 84. Arbeits- und Sozialministerkonferenz der Länder (ASMK) bestätigt.
Sie ist das Ergebnis einer Diskussion zum Fortbestehen bzw. der Weiterentwicklung des Dualen Arbeitsschutzsystems in Deutschland. Die Gemeinsame Deutsche Arbeitsschutzstrategie hat das Ziel, Sicherheit und Gesundheit der Beschäftigten durch einen abgestimmten Arbeitsschutz, ergänzt durch Maßnahmen der betrieblichen Gesundheitsförderung, zu erhalten und fördern. Dafür soll insbesondere das Sicherheits- und Gesundheitsbewusstsein bei Arbeitgebern und Beschäftigten gestärkt werden.
Bund, Länder und Unfallversicherungsträger wollen im Bereich der Prävention in engerer Abstimmung und auf der Grundlage gemeinsam festgelegter Arbeitsschutzziele handeln. Die Zusammenarbeit der Aufsichtsdienste der gesetzlichen Unfallversicherungen und der Arbeitsschutzbehörden der Länder bei der Beratung und Überwachung der Betriebe soll verbessert und das Vorschriften- und Regelwerk im Arbeitsschutz anwenderfreundlicher und transparenter werden.
Der Bundestag hat hierzu das Gesetz zur Modernisierung der gesetzlichen Unfallversicherung beschlossen. Durch dieses Artikelgesetz wurden das Siebte Buch Sozialgesetzbuch sowie das Arbeitsschutzgesetz durch entsprechende Passagen ergänzt.

## Schwerpunkte
Die GDA umfasst die Entwicklung gemeinsamer Arbeitsschutzziele, die Festlegung von vorrangigen Handlungsfeldern sowie von Eckpunkten für Arbeitsprogramme sowie deren Ausführung nach einheitlichen Grundsätzen.
Alle Aktivitäten und Ergebnisse der GDA werden mittels geeigneter Kennziffern bewertet und überprüft.  Gleichzeitig zielt die GDA auf die Festlegung eines abgestimmten Vorgehens der für den Arbeitsschutz zuständigen Landesbehörden und der Unfallversicherungsträger bei der Beratung und Überwachung der Betriebe zur Herstellung verständlicher, überschaubarer und abgestimmter Vorschriften und Regelwerke.
Die GDA wird von der Nationalen Arbeitsschutzkonferenz entwickelt und fortgeschrieben. Diese ist ebenfalls im Unfallversicherungsmodernisierungsgesetz verankert worden.
Aufgrund der Tatsache, dass sich Arbeitsschutz für Unternehmen auch finanziell lohnt, schreiben die Träger der GDA seit dem Jahr 2009 den Deutschen Arbeitsschutzpreis als Teil der Gemeinsamen Arbeitsschutzstrategie aus. Die Prämierung der Beispiele guter Praxis erfolgt anhand der Kriterien Wirksamkeit/Wirtschaftlichkeit, Realisierung, Innovation und Übertragbarkeit. Der Preis wird in zweijährlichem Rhythmus vergeben, soll als Anregung insbesondere für kleine und mittlere Betriebe dienen und zudem die Bildung eines Netzwerks für den Erfahrungsaustausch unterstützen.